# 곡강교 (영양군)
곡강교(曲江橋)는 대한민국의 경상북도 영양군 일월면 곡강리를 연결하는 반변천의 다리이다. 주변에는 서쪽에 국도 제31호선(영양로)과 장천 정류소가 있다.

## 같이 보기
- 반변천